# David Banner (rapper)
Lavell William Crump (Jackson, Mississippi, 11 de abril de 1974), mais conhecido pelo seu nome artístico David Banner, é um rapper norte-americano, produtor musical, poeta, ator ocasional e ativista.

Nascido em Jackson, Mississippi, Faixa formou na Universidade de Southern e perseguiu um mestrado em educação na Universidade de Maryland Eastern Shore. Ele começou sua carreira musical como membro do grupo de rap, Crooked Lettaz, antes de ir em carreira solo no ano 2000 com o lançamento intitulado Them Firewater Boyz, Vol. 1.
Em 2003, A faixa assinado com a gravadora, Universal Records lançando quatro álbuns, Mississippi: The Album (2003), MTA2: batizado em Dirty Water  (2003), Certified (2005), e The Greatest Story Ever Told (2008).

## Discografia

### Álbuns de estúdio
- 2000 – Them Firewater Boyz, Vol. 1
- 2003 – Mississippi: The Album
- 2003 – MTA2: Baptized in Dirty Water
- 2005 – Certified
- 2008 – The Greatest Story Ever Told
- 2010 – Death of a Pop Star
- 2012 – Sex, Drugs & Video Games
- 2015 – The God Box

## Filmografia

### Televisão
- Saints & Sinners (2016) - Darryl Greene